# Isopyrum stipitatum
Isopyrum stipitatum là một loài thực vật có hoa trong họ Mao lương. Loài này được A. Gray mô tả khoa học đầu tiên năm 1876.